# Herly Alcázar
Herly Enrique Alcázar (Cartagena de Indias, 30 ottobre 1980) è un ex calciatore colombiano, di ruolo attaccante.

## Caratteristiche tecniche
Gioca come attaccante centrale.

## Carriera

### Club
Debuttò in Perù con il Cienciano nel 2000, segnando 11 gol in 18 partite, tornando poi in patria per giocare nell'Atlético Junior e successivamente tornò in Perù per giocare stavolta con lo Sporting Cristal. Nel 2004 partecipò alla vittoria dell'Once Caldas in Copa Libertadores giocando come attaccante titolare. Nel 2009 è passato al La Equidad.

### Nazionale
Con la Colombia ha giocato una sola partita, nel 2003, venendo convocato per la FIFA Confederations Cup 2003.

## Palmarès

### Club

#### Competizioni internazionali
- Coppa Libertadores: 1

Once Caldas: 2004

## Statistiche

### Cronologia presenze e reti in nazionale
| Cronologia completa delle presenze e delle reti in nazionale ― Colombia | Cronologia completa delle presenze e delle reti in nazionale ― Colombia | Cronologia completa delle presenze e delle reti in nazionale ― Colombia | Cronologia completa delle presenze e delle reti in nazionale ― Colombia | Cronologia completa delle presenze e delle reti in nazionale ― Colombia | Cronologia completa delle presenze e delle reti in nazionale ― Colombia | Cronologia completa delle presenze e delle reti in nazionale ― Colombia | Cronologia completa delle presenze e delle reti in nazionale ― Colombia |
| Data                                                                    | Città                                                                   | In casa                                                                 | Risultato                                                               | Ospiti                                                                  | Competizione                                                            | Reti                                                                    | Note                                                                    |
| ----------------------------------------------------------------------- | ----------------------------------------------------------------------- | ----------------------------------------------------------------------- | ----------------------------------------------------------------------- | ----------------------------------------------------------------------- | ----------------------------------------------------------------------- | ----------------------------------------------------------------------- | ----------------------------------------------------------------------- |
| 8-6-2003                                                                | Madrid                                                                  | Colombia                                                                | 0 – 0                                                                   | Ecuador                                                                 | Amichevole                                                              | -                                                                       | 57’                                                                     |
| Totale                                                                  |                                                                         | Presenze                                                                | 1                                                                       |                                                                         | Reti                                                                    | 0                                                                       |                                                                         |